# Michel Verne

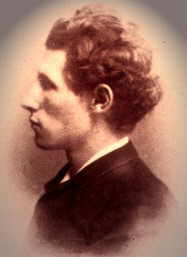
Michel Verne

Michel Jean Pierre Verne (n. 3 august 1861, Paris - d. 5 martie 1925) a fost un scriitor francez și fiul lui Jules Verne.
Din cauza comportamentului său deviant, Michel a fost trimis de către tatăl său în Colonia penală Mettray pentru șase luni în 1876.
Între anii 1905-1919 Michel publică manuscrisele tatălui său rămase nepublicate.

## Opera
- La Destinée de Jean Morénas
- Eternul Adam (povestire)
- Un Express de L'Avenir
- La Journée d'un journaliste américain en 2889
- Naufragiații de pe Jonathan
- Unele capitole din Uimitoarea aventură a misiunii Barsac